# Enduleni
Enduleni (auch Endulen) ist ein Verwaltungsbezirk (Ward) des Distrikts Ngorongoro in der tansanischen Region Arusha.

## Geografie
Enduleni liegt im Norden von Tansania etwa 160 Kilometer Luftlinie westlich von Arusha, westlich vom Ngorongoro-Krater und nördlich vom Eyasisee. Die tiefste Stelle befindet sich im Nordwesten des Bezirks mit den Seen Elemeti, Ildapashi, Ndutu und Masek in etwa 1600 Meter über dem Meer. Nach Osten steigt das Land Richtung Lemakarot auf knapp 2000 Meter an.
Das Klima ist warm und gemäßigt, Cwb nach der effektiven Klimaklassifikation. Im Jahresdurchschnitt fallen 1987 Millimeter Niederschlag, der Großteil davon in den Monaten November bis April. Von Mai bis September regnet es kaum. Die Durchschnittstemperatur schwankt zwischen 15,3 Grad Celsius im Juli und 18,0 Grad im Oktober.
Der Bezirk grenzt im Nordwesten an den Distrikt Itilima der Region Simiyu, im Nordosten an den Bezirk Olbalbal, im Osten an Misigiyo, im Süden an Eyasi, Alaitolei und Kakesio und im Westen an den Distrikt Meatu der Region Simiyu. Das Gebiet umfasst 1339 Quadratkilometer und bei der Volkszählung 2022 lebten hier 14.421 Menschen in 3425 Haushalten.

## Gliederung
Enduleni besteht aus zwei Gemeinden (Mtaa) mit elf Orten (Kitongoji):
| Enduleni - Esirwa - Enduleni Madukani - Lajang'a - Aldalpoi - Esiriwa Juu - Losilale | Nasporioong - Nasporioong - Donyo - Ngoyapase - Ndian - Olmekeke |

## Wirtschaft und Infrastruktur
- Gesundheit: In Enduleni befindet sich das Privatkrankenhaus „Kwa Watschinger“, das von der katholischen Erzdiözese Arusha betrieben wird.[7]

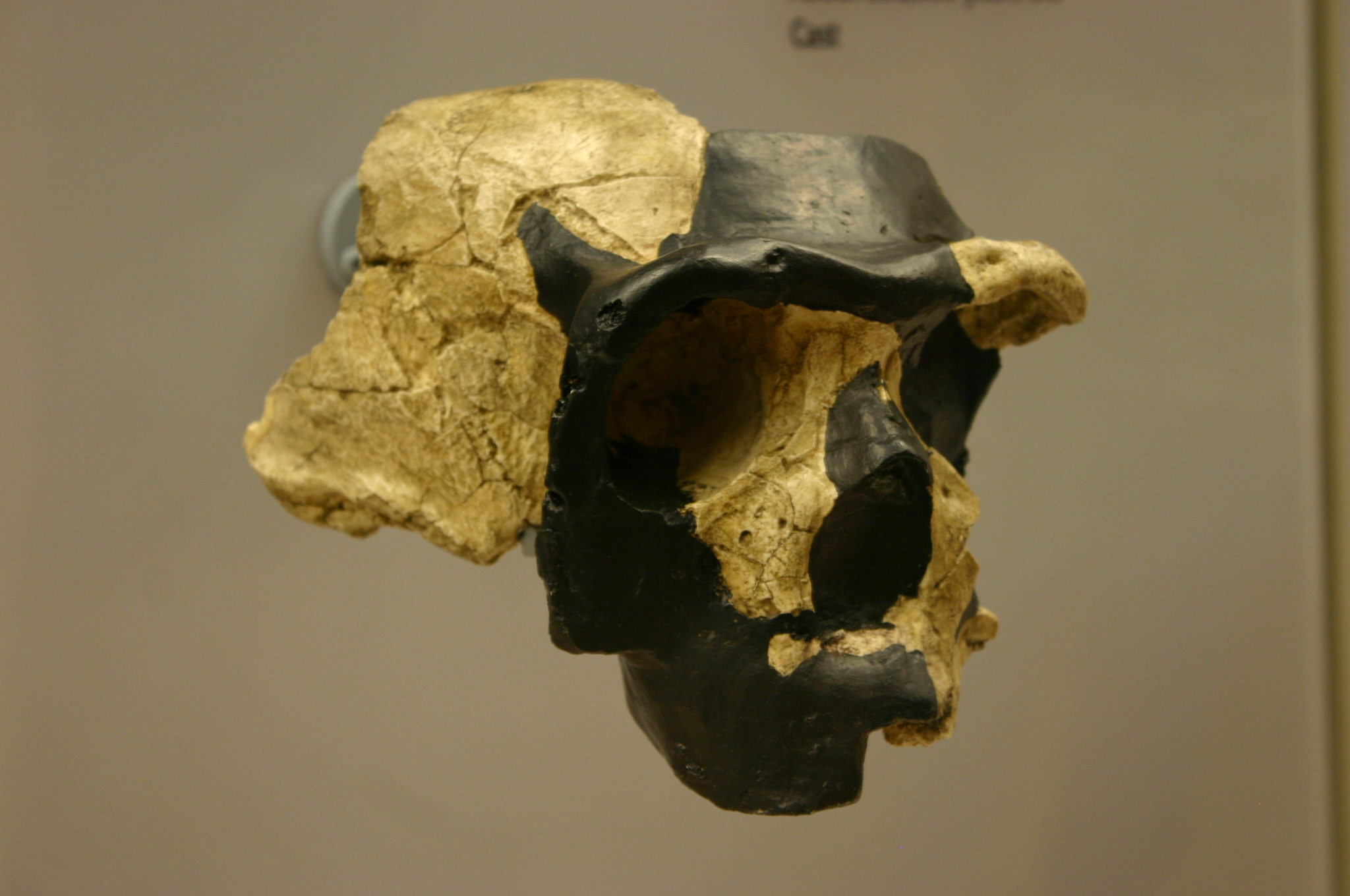
Ndutu 1, Schädel eines Homo heidelbergensis

## Sonstiges
- Ndutu 1 ist ein 1973 bei Ndutu gefundener 400.000 Jahre alter menschlicher Schädel. Er weist Merkmale sowohl von Homo erectus als auch des Homo sapiens auf. Deshalb wird er meist dem Homo heidelbergensis zugeordnet, einer Evolutionsform zwischen dem afrikanischen Homo erectus und späteren Arten der Gattung Homo.[8]